# Siphonobrachia ilyophora
Siphonobrachia ilyophora är en ringmaskart som beskrevs av Nielsen 1965. Siphonobrachia ilyophora ingår i släktet Siphonobrachia och familjen skäggmaskar. Inga underarter finns listade i Catalogue of Life.